# Булавин, Сергей Викторович
Сергей Викторович Булавин (19 января 1973, Ярославль) — российский футболист, выступавший на позиции полузащитника. Сыграл три матча в высшей лиге России.

## Биография
Воспитанник СДЮСШОР «Ярославец». На взрослом уровне начал выступать в родном городе в составе клуба «Нефтяник», сначала в любительских соревнованиях, а потом в третьей и второй лиге.
Летом 1998 года перешёл в ведущую команду города — «Шинник». Дебютный матч в высшей лиге сыграл 3 октября 1998 года против «Балтики», выйдя на замену на 52-й минуте вместо Андрея Гальянова. Всего в высшей лиге сыграл в трёх матчах. По окончании сезона вернулся в «Нефтяник».
Сезон 1999 года провёл в составе «Нефтяника». В общей сложности сыграл за этот клуб на профессиональном уровне более 150 матчей. В дальнейшем выступал за «Северсталь» и тульский «Арсенал». В составе «Северстали» в 2000 году стал победителем зонального турнира второго дивизиона. В возрасте 29 лет завершил профессиональную карьеру, затем выступал за любительские клубы. Много лет играл в мини-футбол в чемпионате города и области за ярославские «Нефтяник» и «Медведь», в «Нефтянике» был капитаном и тренером.